# Chrysler 50
La 50 è un'autovettura compact prodotta dalla Chrysler nel 1927. Nel 1928 il modello cambiò nome in Chrysler 52.

## Storia
La vettura era dotata di un motore a valvole laterali e quattro cilindri in linea da 2.790 cm³ di cilindrata che sviluppava 38 CV di potenza. Il propulsore era anteriore, mentre la trazione era posteriore. Il cambio era a tre rapporti mentre la frizione era monodisco a secco. I freni erano meccanici sulle ruote posteriori. Tra le opzioni erano disponibili i freni idraulici sulle quattro ruote. Nel 1928, in occasione del cambio del nome, la potenza del motore crebbe a 45 CV.
Di Chrysler 50 ne furono prodotti 82.412 esemplari, mentre di Chrysler 52 ne furono assemblate 76.857 unità. Nel 1929, con l'uscita di scena della 52, la Chrysler abbandonò temporaneamente la produzione di modelli con motore a quattro cilindri.